# ماريا فرناندا كوارتاس
ماريا فرناندا كوارتاس (بالإسبانية: María Fernanda Cuartas)‏ هي رسامة كولومبية، ولدت في 8 سبتمبر 1967 في كالي في كولومبيا.

## روابط خارجية
- ماريا فرناندا كوارتاس على موقع IMDb (الإنجليزية)